# Holmegårdsparken
Københavns Sygehjem, senere Københavns og Omegns Sygehjem og nu Holmegårdsparken, var en stiftelse på Rolighedsvej 23 på Frederiksberg og ligger nu i Ordrup. Det er Danmarks ældste fungerende plejehjem. De ældste bygninger anvendes nu af Det Natur- og Biovidenskabelige Fakultet (Københavns Universitet).
Sygehjemmet blev efter professor, dr. med. L.I. Brandes' initiativ oprettet 1859 ved frivillige gaver og udbyttet af et industrilotteri, på opfordring af en i november 1852 dannet komité, med det formål at yde et godt og passende hjem for agtværdige og trængende Personer af begge køn, navnlig af borger- og embedsstanden i København, der led af uhelbredelige og langvarige sygdomme og derfor ikke kunne blive på sygehospitalerne. I 1856 købte komiteen den 7 tønder land store grund af gården Roligheds jorder, 1857-59 opførtes bygningen i senklassicistisk stil for 107.426 Rdl. efter tegninger af arkitekt H.C. Stilling, og 27. maj 1859 indviedes den. Inddelingen af Stillings anlæg er inspireret af Palazzo Montecitorio i Rom.
Bygningen, på granitsokkel af gule mursten, er i kælder og 3 stokværk og består af en hovedbygning med 220 fod lang facade mod syd ud til vejen samt to sidefløje og en midtfløj på nordfacaden; midtfløjen, der indeholdt inspektørbolig og økonomilokaler, blev tilbygget 1877-78 (af Stilling), vestfløjen forlænget 1903. I hovedbygningens midtparti var der vestibule, læsesal og kapel. Bygningen blev fredet i 1959.
I 1922 flyttede sygehjemmet til nye bygninger på Ordrupvej 32 i Ordrup, hvor en grund i 1918 var blevet købt. De private midler var ikke længere nok til at finansiere hjemmet, så institutionen måtte reducere ambitionerne. De nyklassicistiske bygninger fra 1920-22 blev tegnet af Gotfred Tvede med Einar Packness som konduktør. I 1938-39 tilføjede Helge Finsen en sygeplejerskebolig. I 1951 ændrede sygehjemmet navn til Københavns og Omegns Sygehjem og siden 1986 har det heddet Holmegårdsparken.
Foran bygningen på Frederiksberg blev der 27. juni 1896 afsløret et mindesmærke for ovennævnte L.I. Brandes, en marmorsøjle på granitsokkel med bronzebasrelief og buste af Aksel Hansen. Monumentet står nu i Ordrup.
Den årlige fulde betaling for en plads (der var både eneværelser og fællesværelser for 2 personer) var omkring 1900 1.000 kr., men de fleste pladser var for modereret betaling eller fripladser; 1905 var der 111 beboere (deraf 89 kvinder), hvoraf 9 var fuldt betalende, 64 moderat betaling og 38 på fripladser. I perioden 1859-1905 blev der i alt optaget 740 (deraf 509 kvinder). Stiftelsens formue var 31. marts 1905 1.948.798 kr., hvoraf bygningerne med inventar udgjorde 428.961 kr.
Dens bestyrelse, der supplererede sig selv, bestod af indtil 17 medlemmer, hvoraf en formand, en næstformand, en lægekyndig og en administrerende direktør; ved stiftelsen var ansat en inspektor (tillige kasserer og regnskabsfører), en læge og en præst. Charles Shaw var på et tidspunkt bestyrelsesformand.